# Poitevin (taal)
Poitevin (Poetevin) is een taal gesproken in de regio Poitou van Frankrijk. Het is een van de regionale talen in Frankrijk en wordt niet zo vaak gesproken als vroeger, omdat de standaardvorm van Frans nu overheerst. Poitevin is nu geclassificeerd als een van de langues d'oïl maar onderscheidt zich door bepaalde kenmerken van de langue d'oc. De taal wordt gesproken over wat de grens was tussen de twee taalfamilies van oïl en oc (plaatsnamen in de regio). De langue d'oïl  verspreidde zich vervolgens richting het zuiden, terwijl het de oc functies absorbeerde.
Poitevin is ook algemeen aangeduid als parlanjhe (de taal). François Rabelais schreef dat hij dit dialect leerde, samen met vele andere talen en dialecten, omdat hij werd opgeleid in Fontenay-le-Comte. François Villon sprak ook Poitevin.
Het vroegste geattesteerd schriftelijk gebruik van de taal in oorkonden en juridische documenten stamt uit de 13e eeuw; mensen die het spraken stonden bekend als de Poitevins. De vroegste gedrukte tekst dateert uit 1554 (La Gente Poitevinrie). Een traditie van het theatrale schrijven en dramatische monologen voor prestaties typeert de literaire productie in de taal, hoewel uit de 19e eeuw en in de 20e eeuw (vooral met de publicatie van een weekblad Le Subiet uit 1901) reguliere journalistieke productie werd vastgesteld. Geste Editions publiceerde een aantal boeken in/over de Poitevin-Santongese taal. Sommige taalkundigen beweren dat de Serments de Strasbourg, de eerste tekst in het Frans volgens de officiële toestand in Frankrijk, eigenlijk in Poitevin werden geschreven.
In 1973 werd een standaard spelling voorgesteld.
Het oostelijke deel van de Poitouregio is de thuisbasis van een minderheid van Occitaans sprekers. Buiten Frankrijk wordt de taal gesproken in Noord-Californië, vooral in Sacramento, Plumas County, Tehama en Siskiyou County, de laatste met zowel grote Franse afkomst en Franssprekende bevolking. Acadia Frans is het resultaat van een Poitevin-Santongese taal gemengd met Franse en lokale innovaties of archaïsmen.